# Velká cena Malajsie silničních motocyklů 2008
Velká cena Malajsie silničních motocyklů 2008 se uskutečnila od 17.-19. října, 2008 na okruhu Sepang International Circuit.

## MotoGP
Na jezdce MotoGP čekal předposlední závod sezóny 2008, který se konal v tropické Malajsii. Čekal se opět souboj už osminásobného mistra světa Valentina Rossiho a vítěze posledního závodu Caseyho Stonera. Okruh měl svědčit spíše italské Ducati.
Během Grand Prix Japonska rozhodla Komise Grand Prix, že od příštího roku bude v MotoGP působit jen jeden dodavatel pneumatik. Oficiálním důvodem byla bezpečnost, ale hovoří se spíše o vyrovnání jezdeckého pole. Přihlášku podal pouze Bridgestone, zatímco Michelin tak neučinil. Stal se tak exkluzivním dodavatelem pneumatik pro sezóny 2009 až 2011.
Tým Rizla Suzuki nasadí v malajsijském Sepangu třetí motorku, kterou bude řídit Nobuatsu Aoki. Ten bude mít za úkol vyhodnotit některé díly určené pro model GSV-R 2009.
Sylvain Guintoli končí v MotoGP. Pro příští rok podepsal smlouvu s Týmem Rizla Suzuki v britských superbicích. Nahradit by ho mohl Fin Mika Kallio.

### Kvalifikace
| *                                                 | *                                                | *                                               |
| _______1_______ Daniel Pedrosa Honda 2:01.548     |                                                  |                                                 |
|                                                   | _______2_______ Valentino Rossi Yamaha 2:01.957  |                                                 |
|                                                   |                                                  | _______3_______ Jorge Lorenzo Yamaha 2:02.171   |
| _______4_______ Nicky Hayden Honda 2:02.192       |                                                  |                                                 |
|                                                   | _______5_______ Colin Edwards Yamaha 2:02.245    |                                                 |
|                                                   |                                                  | _______6_______ Andrea Dovizioso Honda 2:02.836 |
| _______7_______ Casey Stoner Ducati 2:02.953      |                                                  |                                                 |
|                                                   | _______8_______ Loris Capirossi Suzuki 2:03.078  |                                                 |
|                                                   |                                                  | _______9_______ Randy de Puniet Honda 2:03.110  |
| _______10_______ John Hopkins Kawasaki 2:03.184   |                                                  |                                                 |
|                                                   | _______11_______ Chris Vermeulen Suzuki 2:03.271 |                                                 |
|                                                   |                                                  | _______12_______ James Toseland Yamaha 2:03.282 |
| _______13_______ Anthony West Kawasaki 2:03.392   |                                                  |                                                 |
|                                                   | _______14_______ Marco Melandri Ducati 2:03.835  |                                                 |
|                                                   |                                                  | _______15_______ Shinya Nakano Honda 2:04.001   |
| _______16_______ Sylvain Guintoli Ducati 2:04.378 |                                                  |                                                 |
|                                                   | _______17_______ Alex de Angelis Honda 2:04.679  |                                                 |
|                                                   |                                                  | _______18_______ Nobuatsu Aoki Suzuki 2:04.835  |
| _______19_______ Toni Elias Ducati 2:05.120       |                                                  |                                                 |
| ------------------------------------------------- | ------------------------------------------------ | ----------------------------------------------- |

### Závod
| Pozice | #  | Jezdec           | Stroj    | Kola | Čas       | Rošt | Body |
| ------ | -- | ---------------- | -------- | ---- | --------- | ---- | ---- |
| 1      | 46 | Valentino Rossi  | Yamaha   | 21   | 43:06.007 | 2    | 25   |
| 2      | 2  | Daniel Pedrosa   | Honda    | 21   | +4.008    | 1    | 20   |
| 3      | 4  | Andrea Dovizioso | Honda    | 21   | +8.536    | 6    | 16   |
| 4      | 69 | Nicky Hayden     | Honda    | 21   | +8.858    | 4    | 13   |
| 5      | 56 | Shinya Nakano    | Honda    | 21   | +10.583   | 15   | 11   |
| 6      | 1  | Casey Stoner     | Ducati   | 21   | +13.640   | 7    | 10   |
| 7      | 65 | Loris Capirossi  | Suzuki   | 21   | +15.936   | 8    | 9    |
| 8      | 5  | Colin Edwards    | Yamaha   | 21   | +18.802   | 5    | 8    |
| 9      | 7  | Chris Vermeulen  | Suzuki   | 21   | +23.174   | 11   | 7    |
| 10     | 14 | Randy de Puniet  | Honda    | 21   | +25.516   | 9    | 6    |
| 11     | 21 | John Hopkins     | Kawasaki | 21   | +27.609   | 10   | 5    |
| 12     | 13 | Anthony West     | Kawasaki | 21   | +41.399   | 13   | 4    |
| 13     | 50 | Sylvain Guintoli | Ducati   | 21   | +45.617   | 16   | 3    |
| 14     | 15 | Alex de Angelis  | Honda    | 21   | +49.003   | 17   | 2    |
| 15     | 24 | Toni Elias       | Ducati   | 21   | +59.139   | 19   | 1    |
| 16     | 33 | Marco Melandri   | Ducati   | 21   | +1:03.328 | 14   |      |
| 17     | 9  | Nobuatsu Aoki    | Suzuki   | 21   | +1:48.363 | 18   |      |
| Ret    | 48 | Jorge Lorenzo    | Yamaha   | 12   | Nehoda    | 3    |      |
| Ret    | 52 | James Toseland   | Yamaha   | 2    | Nehoda    | 12   |      |

### Průběžná klasifikace jezdců a týmů
| Pos | #  | Jezdec           | Stroj  | Body |
| --- | -- | ---------------- | ------ | ---- |
| 1   | 46 | Valentino Rossi  | Yamaha | 357  |
| 2   | 1  | Casey Stoner     | Ducati | 255  |
| 3   | 2  | Daniel Pedrosa   | Honda  | 229  |
| 4   | 48 | Jorge Lorenzo    | Yamaha | 182  |
| 5   | 4  | Andrea Dovizioso | Honda  | 161  |
| 6   | 69 | Nicky Hayden     | Honda  | 144  |
| 7   | 5  | Colin Edwards    | Yamaha | 134  |
| 8   | 7  | Chris Vermeulen  | Suzuki | 125  |
| 9   | 56 | Shinya Nakano    | Honda  | 117  |
| 10  | 65 | Loris Capirossi  | Suzuki | 111  |

| Pos | Tým                     | Továrna  | Body |
| --- | ----------------------- | -------- | ---- |
| 1   | Fiat Yamaha Team        | Yamaha   | 539  |
| 2   | Repsol Honda Team       | Honda    | 375  |
| 3   | Ducati Marlboro Team    | Ducati   | 306  |
| 4   | Rizla Suzuki MotoGP     | Suzuki   | 256  |
| 5   | Tech 3 Yamaha           | Yamaha   | 234  |
| 6   | San Carlo Honda Gresini | Honda    | 175  |
| 7   | Alice Team              | Ducati   | 156  |
| 8   | JiR Team Scot MotoGP    | Honda    | 156  |
| 9   | Kawasaki Racing Team    | Kawasaki | 110  |
| 10  | LCR Honda MotoGP        | Honda    | 60   |

| Pos | Továrna  | Body |
| --- | -------- | ---- |
| 1   | Yamaha   | 380  |
| 2   | Ducati   | 296  |
| 3   | Honda    | 295  |
| 4   | Suzuki   | 174  |
| 5   | Kawasaki | 86   |

## 250cc

### Kvalifikace
| *                                                  | *                                                | *                                                  | *                                                  |
| _______1_______ Hiroshi Aoyama KTM 2:06.893        |                                                  |                                                    |                                                    |
|                                                    | _______2_______ Alvaro Bautista Aprilia 2:07.073 |                                                    |                                                    |
|                                                    |                                                  | _______3_______ Marco Simoncelli Gilera 2:07.109   |                                                    |
|                                                    |                                                  |                                                    | _______4_______ Mika Kallio KTM 2:07.118           |
| _______5_______ Ratthapark Wilairot Honda 2:07.410 |                                                  |                                                    |                                                    |
|                                                    | _______6_______ Aleix Espargaro Aprilia 2:07.455 |                                                    |                                                    |
|                                                    |                                                  | _______7_______ Julian Simon KTM 2:07.668          |                                                    |
|                                                    |                                                  |                                                    | _______8_______ Yuki Takahashi Honda 2:07.766      |
| _______9_______ Alex Debon Aprilia 2:07.920        |                                                  |                                                    |                                                    |
|                                                    | _______10_______ Hector Faubel Aprilia 2:08.009  |                                                    |                                                    |
|                                                    |                                                  | _______11_______ Mattia Pasini Aprilia 2:08.386    |                                                    |
|                                                    |                                                  |                                                    | _______12_______ Fabrizio Lai Gilera 2:08.483      |
| _______13_______ Lukáš Pešek Aprilia 2:08.649      |                                                  |                                                    |                                                    |
|                                                    | _______14_______ Thomas Lüthi Aprilia 2:08.653   |                                                    |                                                    |
|                                                    |                                                  | _______15_______ Roberto Locatelli Gilera 2:09.150 |                                                    |
|                                                    |                                                  |                                                    | _______16_______ Imre Toth Aprilia 2:09.301        |
| _______17_______ Alex Baldolini Aprilia 2:09.759   |                                                  |                                                    |                                                    |
|                                                    | _______18_______ Karel Abraham Aprilia 2:10.060  |                                                    |                                                    |
|                                                    |                                                  | _______19_______ Simone Grotzkyj Gilera 2:10.490   |                                                    |
|                                                    |                                                  |                                                    | _______20_______ Doni Tata Pradita Yamaha 2:11.437 |
| _______21_______ Manuel Hernandez Aprilia 2:11.665 |                                                  |                                                    |                                                    |
|                                                    | _______22_______ Daniel Arcas Aprilia 2:13.770   |                                                    |                                                    |
| -------------------------------------------------- | ------------------------------------------------ | -------------------------------------------------- | -------------------------------------------------- |

### Závod
| Pozice | #  | Jezdec              | Stroj   | Kola | Čas       | Rošt | Body |
| ------ | -- | ------------------- | ------- | ---- | --------- | ---- | ---- |
| 1      | 19 | Alvaro Bautista     | Aprilia | 20   | 42:56.428 | 2    | 25   |
| 2      | 4  | Hiroshi Aoyama      | KTM     | 20   | +2.586    | 1    | 20   |
| 3      | 58 | Marco Simoncelli    | Gilera  | 20   | +8.343    | 3    | 16   |
| 4      | 72 | Yuki Takahashi      | Honda   | 20   | +11.032   | 8    | 13   |
| 5      | 41 | Aleix Espargaro     | Aprilia | 20   | +13.846   | 6    | 11   |
| 6      | 6  | Alex Debon          | Aprilia | 20   | +14.274   | 9    | 10   |
| 7      | 15 | Roberto Locatelli   | Gilera  | 20   | +15.101   | 15   | 9    |
| 8      | 14 | Ratthapark Wilairot | Honda   | 20   | +16.987   | 5    | 8    |
| 9      | 12 | Thomas Lüthi        | Aprilia | 20   | +25.356   | 14   | 7    |
| 10     | 52 | Lukáš Pešek         | Aprilia | 20   | +26.846   | 13   | 6    |
| 11     | 32 | Fabrizio Lai        | Aprilia | 20   | +49.907   | 12   | 5    |
| 12     | 17 | Karel Abraham       | Aprilia | 20   | +50.088   | 18   | 4    |
| 13     | 25 | Alex Baldolini      | Aprilia | 20   | +1:05.816 | 17   | 3    |
| 14     | 35 | Simone Grotzkyj     | Gilera  | 20   | +1:15.544 | 19   | 2    |
| 15     | 10 | Imre Toth           | Aprilia | 20   | +1:19.905 | 16   | 1    |
| 16     | 43 | Manuel Hernandez    | Aprilia | 20   | +1:35.890 | 21   |      |
| 17     | 92 | Daniel Arcas        | Aprilia | 20   | +2:00.717 | 22   |      |
| 18     | 45 | Doni Tata Pradita   | Yamaha  | 20   | +2:28.842 | 20   |      |
| Ret    | 75 | Mattia Pasini       | Aprilia | 15   | Porucha   | 11   |      |
| Ret    | 60 | Julian Simon        | KTM     | 11   | Porucha   | 7    |      |
| Ret    | 36 | Mika Kallio         | KTM     | 5    | Porucha   | 4    |      |
| Ret    | 55 | Hector Faubel       | Aprilia | 4    | Nehoda    | 10   |      |

### Průběžná klasifikace jezdců a týmů
| Pos | #  | Jezdec           | Stroj   | Body |
| --- | -- | ---------------- | ------- | ---- |
| 1   | 58 | Marco Simoncelli | Gilera  | 256  |
| 2   | 19 | Alvaro Bautista  | Aprilia | 228  |
| 3   | 36 | Mika Kallio      | KTM     | 191  |
| 4   | 6  | Alex Debon       | Aprilia | 176  |
| 5   | 72 | Yuki Takahashi   | Honda   | 147  |
| 6   | 21 | Hector Barbera   | Aprilia | 142  |
| 7   | 4  | Hiroshi Aoyama   | KTM     | 128  |
| 8   | 75 | Mattia Pasini    | Aprilia | 125  |
| 9   | 60 | Julian Simon     | KTM     | 109  |
| 10  | 12 | Thomas Lüthi     | Aprilia | 102  |

| Pos | Továrna | Body |
| --- | ------- | ---- |
| 1   | Aprilia | 327  |
| 2   | Gilera  | 275  |
| 3   | KTM     | 234  |
| 4   | Honda   | 154  |
| 5   | Yamaha  | 1    |

## 125cc

### Kvalifikace
| *                                                   | *                                                  | *                                                | *                                                |
| _______1_______ Andrea Iannone Aprilia 2:14.676     |                                                    |                                                  |                                                  |
|                                                     | _______2_______ Gábor Talmácsi Aprilia 2:15.206    |                                                  |                                                  |
|                                                     |                                                    | _______3_______ Danny Webb Aprilia 2:15.365      |                                                  |
|                                                     |                                                    |                                                  | _______4_______ Pol Espargaro Derbi 2:15.676     |
| _______5_______ Sergio Gadea Aprilia 2:15.684       |                                                    |                                                  |                                                  |
|                                                     | _______6_______ Joan Olive Derbi 2:15.860          |                                                  |                                                  |
|                                                     |                                                    | _______7_______ Tomoyoshi Koyama KTM 2:15.922    |                                                  |
|                                                     |                                                    |                                                  | _______8_______ Simone Corsi Aprilia 2:16.001    |
| _______9_______ Mike Di Meglio Derbi 2:16.030       |                                                    |                                                  |                                                  |
|                                                     | _______10_______ Stefan Bradl Aprilia 2:16.263     |                                                  |                                                  |
|                                                     |                                                    | _______11_______ Scott Redding Aprilia 2:16.272  |                                                  |
|                                                     |                                                    |                                                  | _______12_______ Nicolas Terol Aprilia 2:16.314  |
| _______13_______ Bradley Smith Aprilia 2:16.397     |                                                    |                                                  |                                                  |
|                                                     | _______14_______ Alexis Masbou Loncin 2:16.517     |                                                  |                                                  |
|                                                     |                                                    | _______15_______ Stevie Bonsey Aprilia 2:16.557  |                                                  |
|                                                     |                                                    |                                                  | _______16_______ Efren Vazquez Aprilia 2:16.586  |
| _______17_______ Pablo Nieto KTM 2:16.678           |                                                    |                                                  |                                                  |
|                                                     | _______18_______ Sandro Cortese Aprilia 2:16.731   |                                                  |                                                  |
|                                                     |                                                    | _______19_______ Raffaele de Rosa KTM 2:16.849   |                                                  |
|                                                     |                                                    |                                                  | _______20_______ Lorenzo Zanetti KTM 2:17.272    |
| _______21_______ Takaaki Nakagami Aprilia 2:17.418  |                                                    |                                                  |                                                  |
|                                                     | _______22_______ Dominique Aegerter Derbi 2:17.622 |                                                  |                                                  |
|                                                     |                                                    | _______23_______ Jules Cluzel Loncin 2:18.296    |                                                  |
|                                                     |                                                    |                                                  | _______24_______ Marco Ravaioli Aprilia 2:18.303 |
| _______25_______ Esteve Rabat KTM 2:18.334          |                                                    |                                                  |                                                  |
|                                                     | _______26_______ Adrian Martin Aprilia 2:18.655    |                                                  |                                                  |
|                                                     |                                                    | _______27_______ Robin Lasser Aprilia 2:19.002   |                                                  |
|                                                     |                                                    |                                                  | _______28_______ Jonas Folger KTM 2:19.576       |
| _______29_______ Hugo van den Berg Aprilia 2:19.612 |                                                    |                                                  |                                                  |
|                                                     | _______30_______ Robert Muresan Aprilia 2:19.688   |                                                  |                                                  |
|                                                     |                                                    | _______31_______ Randy Krummenacher KTM 2:19.735 |                                                  |
|                                                     |                                                    |                                                  | _______32_______ Enrique Jerez KTM 2:19.963      |
| _______33_______ Bastien Chesaux Aprilia 2:20.115   |                                                    |                                                  |                                                  |
| --------------------------------------------------- | -------------------------------------------------- | ------------------------------------------------ | ------------------------------------------------ |

### Závod
| Pozice | #  | Jezdec             | Stroj   | Kola | Čas       | Rošt | Body |
| ------ | -- | ------------------ | ------- | ---- | --------- | ---- | ---- |
| 1      | 1  | Gábor Talmácsi     | Aprilia | 19   | 43:00.716 | 2    | 25   |
| 2      | 38 | Bradley Smith      | Aprilia | 19   | +3.416    | 13   | 20   |
| 3      | 24 | Simone Corsi       | Aprilia | 19   | +6.896    | 8    | 16   |
| 4      | 11 | Sandro Cortese     | Aprilia | 19   | +6.925    | 18   | 13   |
| 5      | 63 | Mike Di Meglio     | Derbi   | 19   | +7.115    | 9    | 11   |
| 6      | 44 | Pol Espargaro      | Derbi   | 19   | +15.122   | 4    | 10   |
| 7      | 6  | Joan Olive         | Derbi   | 19   | +21.805   | 6    | 9    |
| 8      | 77 | Dominique Aegerter | Derbi   | 19   | +21.869   | 22   | 8    |
| 9      | 18 | Nicolas Terol      | Aprilia | 19   | +21.958   | 12   | 7    |
| 10     | 29 | Andrea Iannone     | Aprilia | 19   | +23.615   | 1    | 6    |
| 11     | 71 | Tomoyoshi Koyama   | KTM     | 19   | +23.651   | 7    | 5    |
| 12     | 33 | Sergio Gadea       | Aprilia | 19   | +35.224   | 5    | 4    |
| 13     | 8  | Lorenzo Zanetti    | KTM     | 19   | +40.502   | 20   | 3    |
| 14     | 22 | Pablo Nieto        | KTM     | 19   | +51.404   | 17   | 2    |
| 15     | 26 | Adrian Martin      | Aprilia | 19   | +55.726   | 26   | 1    |
| 16     | 16 | Jules Cluzel       | Loncin  | 19   | +56.537   | 23   |      |
| 17     | 94 | Jonas Folger       | KTM     | 19   | +1:07.140 | 28   |      |
| 18     | 72 | Marco Ravaioli     | Aprilia | 19   | +1:07.573 | 24   |      |
| 19     | 34 | Randy Krummenacher | KTM     | 19   | +1:07.741 | 31   |      |
| 20     | 21 | Robin Lasser       | Aprilia | 19   | +1:08.849 | 27   |      |
| 21     | 48 | Bastien Chesaux    | Aprilia | 19   | +1:46.609 | 33   |      |
| 22     | 95 | Robert Muresan     | Aprilia | 18   | 1 kolo    | 30   |      |
| Ret    | 12 | Esteve Rabat       | KTM     | 17   | Nehoda    | 25   |      |
| Ret    | 51 | Stevie Bonsey      | Aprilia | 12   | Porucha   | 15   |      |
| Ret    | 17 | Stefan Bradl       | Aprilia | 11   | Porucha   | 10   |      |
| Ret    | 45 | Scott Redding      | Aprilia | 11   | Porucha   | 11   |      |
| Ret    | 56 | Hugo van den Berg  | Aprilia | 11   | Porucha   | 29   |      |
| Ret    | 35 | Raffaele de Rosa   | KTM     | 8    | Porucha   | 19   |      |
| Ret    | 99 | Danny Webb         | Aprilia | 8    | Porucha   | 3    |      |
| Ret    | 28 | Enrique Jerez      | KTM     | 8    | Porucha   | 32   |      |
| Ret    | 5  | Alexis Masbou      | Loncin  | 6    | Porucha   | 14   |      |
| Ret    | 73 | Takaaki Nakagami   | Aprilia | 3    | Nehoda    | 21   |      |
| DNS    | 7  | Efren Vazquez      | Aprilia |      |           | 16   |      |

### Průběžná klasifikace jezdců a týmů
| Pos | #  | Jezdec         | Stroj   | Body |
| --- | -- | -------------- | ------- | ---- |
| 1   | 63 | Mike Di Meglio | Derbi   | 248  |
| 2   | 1  | Gábor Talmácsi | Aprilia | 206  |
| 3   | 24 | Simone Corsi   | Aprilia | 200  |
| 4   | 17 | Stefan Bradl   | Aprilia | 187  |
| 5   | 18 | Nicolas Terol  | Aprilia | 156  |
| 6   | 6  | Joan Olive     | Derbi   | 142  |
| 7   | 38 | Bradley Smith  | Aprilia | 137  |
| 8   | 11 | Sandro Cortese | Aprilia | 130  |
| 9   | 44 | Pol Espargaro  | Derbi   | 124  |
| 10  | 45 | Scott Redding  | Aprilia | 97   |

| Pos | Továrna | Body |
| --- | ------- | ---- |
| 1   | Aprilia | 376  |
| 2   | Derbi   | 303  |
| 3   | KTM     | 114  |
| 4   | Honda   | 3    |
| 5   | Loncin  | 2    |

| Předchozí Velká cena: Velká cena Austrálie 2008 | Mistrovství světa silničních motocyklů 2008 | Následující Velká cena: Velká cena Valencie 2008 |
| Předchozí ročník: Velká cena Malajsie 2007      | Velká cena Malajsie                         | Následující ročník: Velká cena Malajsie 2009     |